# 江島縁起
江島縁起（えのしまえんぎ）は、江の島（神奈川県藤沢市）にある江島神社の沿革を記した縁起書。1047年（永承2年）、皇慶の作と伝えられる。江島神社に伝わる漢文からなる「真名本」（藤沢市指定文化財）のほか、絵を付した江島縁起絵巻がある。絵巻については江島神社本と岩本院本（藤沢市文書館寄託）の2本が現存する。

## 内容
近隣を荒らし回っていた五頭竜を、江の島に下った弁財天が諭して改心させ、竜は対岸の龍口山になった（口の部分が龍口）との伝説が語られる。また、役行者、空海、円仁らが江の島を参詣し修行したことが記される。